# Jakarta Challenger 1991
Il Jakarta Challenger 1991 è stato un torneo di tennis facente parte della categoria ATP Challenger Series nell'ambito dell'ATP Challenger Series 1991. Il torneo si è giocato a Giacarta in Indonesia dal 4 al 10 febbraio 1991 su campi in terra rossa.

## Vincitori

### Singolare
Václav Roubíček ha battuto in finale  Simon Youl con il punteggio di 6–3, 3–6, 6–3

### Doppio
Massimo Ardinghi /  Massimo Boscatto hanno battuto in finale  Peter Carter /  Nicklas Kroon con il punteggio di 5–7, 6–4, 7–6